# Шартье, Роже
Роже́ Шартье́ (фр. Roger Chartier; род. 9 декабря 1945 года, Лион) — французский историк-историограф, один из главных представителей последнего поколения традиции Школы «Анналов». Его исследования посвящены истории книги, книгопечатания и чтения.

## Биография
Окончил лицей в родном городе. В 1964—1969 годах студент в Высшей нормальной школе Сен-Клу, одновременно в 1966—1967 годах прослушал полный университетский курс в Сорбонне. В 1969 году получил диплом с отличием как «Преподаватель истории».
В качестве профессора в 1969—1970 годах преподавал в престижном парижском лицее Людовика Великого. В этот же период он получил должность помощника на кафедре истории Нового времени в Университете Париж 1 Пантеон-Сорбонна, а затем работал в качестве старшего преподавателя в Высшей школе социальных наук (École des hautes études en sciences sociales или EHESS). Впоследствии в этой Школе вплоть до 2006 года — доцент (1978—1983), затем заведующий учебной частью. C 2006 по 2016 гг. был профессором Коллеж де Франс и возглавлял кафедру «Письменность и культура в Новое время». В настоящее время — почётный профессор Коллеж де Франс.
Приглашённый профессор истории Пенсильванского университета. Называл своим ближайшим коллегой Роберта Дарнтона.
В 1990 году вышла его книга «Культурные истоки французской революции» (в следующем году на английском, а затем на итальянском, испанском, немецком, японском и корейском). Как отмечает автор: «Я выдвигаю в своей книге гипотезу, согласно которой отход от государя, монархии и прежнего порядка — не результат хождения „философических книг“, а, наоборот, — залог их успеха».

## Академические и почётные награды
- Лауреат Ежегодной Премии American Printing History Association (1990)
- Первая премия по истории (премия Gobert) Французской академии (1992)
- Член Общества Британской академии
- Почетный доктор университета Карлоса III (Мадрид)

## Публикации на русском языке
- Шартье, Роже. Культурные истоки Французской революции = Les origines culturelles de la Révolution Française. / Пер. с фр. О. Э. Гринберг. — М. : Искусство, 2001. — (История. Университетская библиотека).
- Шартье, Роже. Письменная культура и общество / [Пер. с фр. и послесл. И. К. Стаф]. — М.: Новое издательство, 2006.
- Шартье, Роже. Социология текстов и история письменной культуры: Дон Кихот в книгопечатне = Sociologie des textes et histoire de la culture ecrite. / [Пер. с фр.: И. К. Стаф]. — М.: Российский гос. гуманитарный ун-т, 2006.
- Шартье, Роже. «Народные читатели» и их чтение от эпохи Возрождения до эпохи Классицизма // История чтения в западном мире от Античности до наших дней / ред.-сост. Г. Кавалло, Р. Шартье; пер. с фр. М. А. Руновой, Н. Н. Зубкова, Т. А. Недашковской. — М.: «Издательство ФАИР», 2008. — 544 с. — (Библиотечный бестселлер)
- Карты и вымысел (XVI—XVIII века) = Cartes et fictions (XVIe-XVIIIe siècle). / Пер. с фр. М. Неклюдовой. — СПб.: Издательство Европейского университета в Санкт-Петербурге, 2024.